# Coquillettidia crassipes
Coquillettidia crassipes is een muggensoort uit de familie van de steekmuggen (Culicidae). De wetenschappelijke naam van de soort is voor het eerst geldig gepubliceerd in 1881 door van der Wulp.